# Neue Rheinische Zeitung

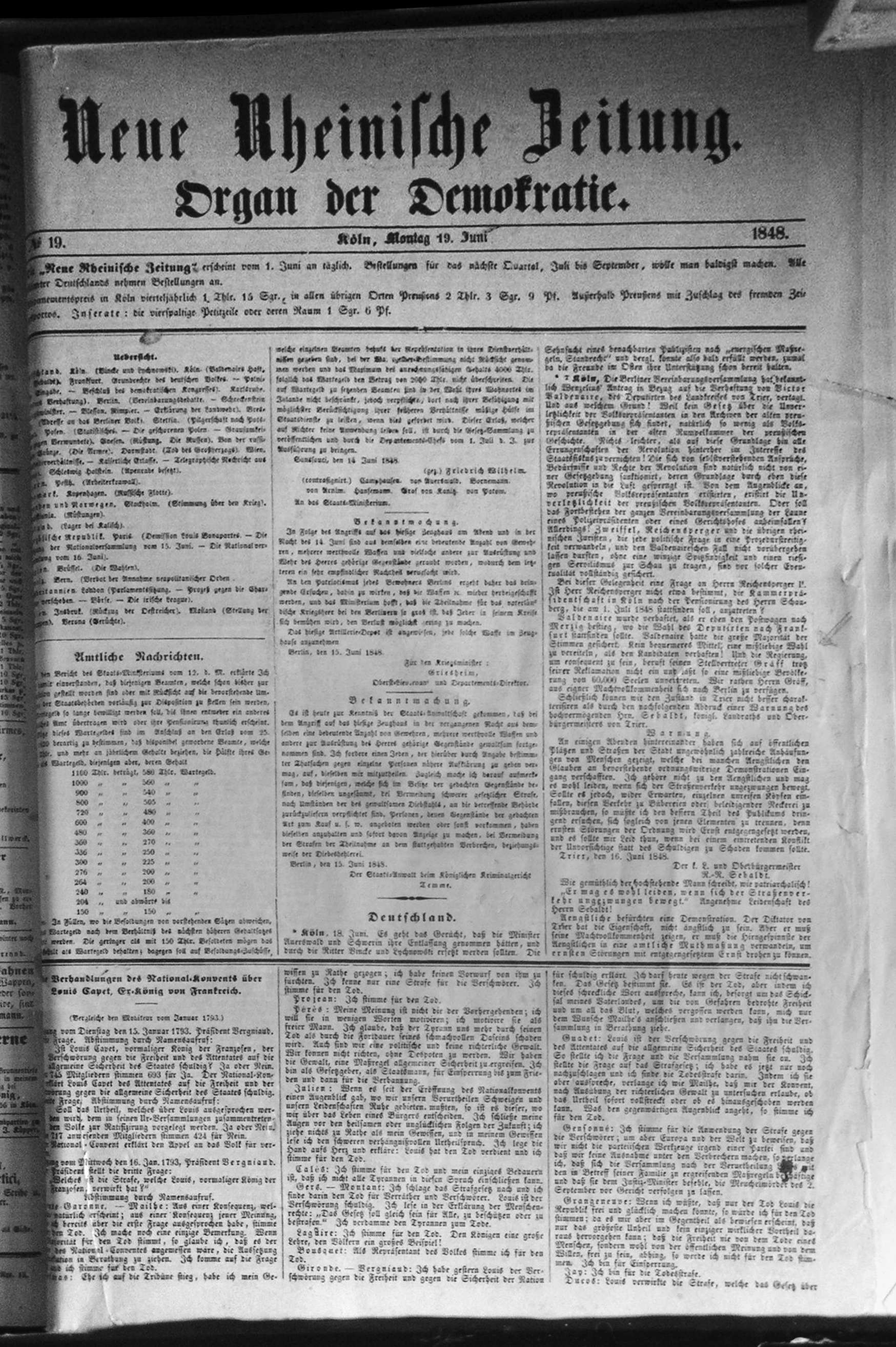
Сторінка видання від 19 червня 1848

Neue Rheinische Zeitung (NRhZ) (вимовляється: Нойє Райніше Цайтунг) (повна назва: нім. Neue Rheinische Zeitung  - Organ der Demokratie — укр. Нова Рейнська газета - Орган Демократії)  — німецька щоденна газета, яку видавав Карл Маркс в Кельні з 1 червня 1848 року та 19 травня 1849; а також щомісячний журнал публікований Марксом в Лондоні в 1850 році.

## Склад редакції
- Карл Маркс — головний редактор;
- Фрідріх Енгельс — написав велику частину редакційних статей, фахівець із зовнішньої політики і військових питань, статті про Угорщину, Італію та Шлезвіг-Гольштейн;
- Генріх Бюргерс (нім. Heinrich Bürgers) — лише одна відома стаття;
- Ернст Дронке (нім. Ernst Dronke) — тимчасовий кореспондент у Франкфурті, статті про Італію;
- Георг Веєрт (нім. Georg Weerth) — фейлетони, серійні романи, статті з Англії та Бельгії;
- Вольф Фердинанд (нім. Ferdinand Wolff) — тимчасовий кореспондент у Парижі;
- Вільям Вольф (нім. Wilhelm Wolff) — колонка «Від імперії», новини з невеликих німецьких держав і т. д.;
- Фердинанд Фрейліграт (нім. Ferdinand Freiligrath) — в тому числі вірші, з початку жовтня 1848 року в редакції.